# Pokrzywnica (powiat Pułtuski)
Pokrzywnica is een dorp in het Poolse woiwodschap Mazovië, in het district Pułtuski. De plaats maakt deel uit van de gemeente Pokrzywnica en telt 510 inwoners.